# Bīkāpur
Bīkāpur är en ort i Indien.   Den ligger i distriktet Faizābād och delstaten Uttar Pradesh, i den centrala delen av landet, 500 km öster om huvudstaden New Delhi. Bīkāpur ligger 105 meter över havet och antalet invånare är 13 177.
Terrängen runt Bīkāpur är mycket platt. Runt Bīkāpur är det tätbefolkat, med 762 invånare per kvadratkilometer. Bīkāpur är det största samhället i trakten. Trakten runt Bīkāpur består till största delen av jordbruksmark.